# Gilberto Simoni

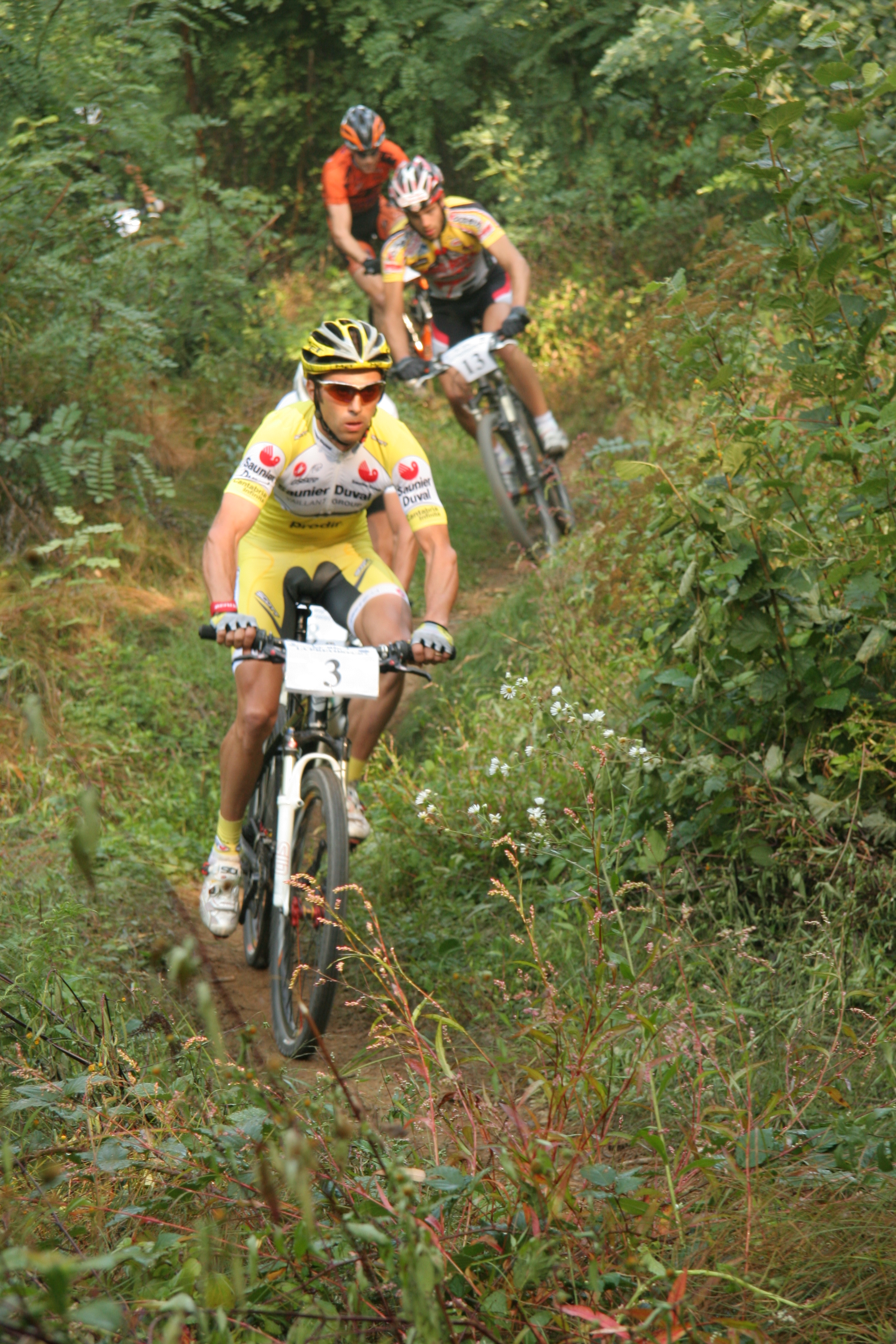
Gilberto Simoni har också provat på mountainbike.

Gilberto Simoni, född 25 augusti 1971 i Palù di Giovo, Trento, är en italiensk före detta professionell tävlingscyklist.
Simoni tävlade främst på landsväg, men har också tävlat en del i mountainbike. Hans största meriter är segrarna i Giro d'Italia 2001 och 2003, totalt har han sju pallplatser i den tävlingen. Simoni har vunnit åtta etapper på Giro d'Italia, alla dessa har varit bergsetapper. Hans specialitet är hårda bergsetapper. Säsongen 2008 tävlade han för Serramenti PVC Diquigiovanni-Androni Giocattoli.

## Amatör och de första åren
Som amatör vann Gilberto Simoni 1993 års Baby Giro d'Italia, Giro d'Italia för amatörer, och han vann också det italienska nationsmästerskapet i linjelopp för amatörer. Han blev professionell 1994 för Jolly Componibili. Under sitt första år som professionell avled hans pappa och senare på året avled även brodern. Tre år senare tog han sin första professionella seger när han vann Giro del Trentino, när han tävlade för M&G Technogym, som leddes av Giancarlo Ferretti. Ferretti blev samma år avstängd för att ha hjälpt stallets cyklister att dopa sig.
Simoni bytte stall till Cantina Tollo 1998 men gjorde inga större resultat under säsongen. Han slutade som cyklist och började jobba som cykelmekaniker för Francesco Moser, som vann Giro d'Italia 1984. Redan 1997 hade Gilberto Simoni blivit ägare till en cykelbutik i Italien. Inför säsongen 1999 valde han dock att komma tillbaka och han började tävla för stallet Ballan. Under året slutade han trea på Schweiz runt efter Francesco Casagrande och Laurent Jalabert.
Simoni slutade på tredje plats i Giro d'Italia 1999 efter det att ledaren av tävlingen, Marco Pantani, blivit diskvalificerad för att ha haft ett hematokritvärde på 52 procent före den näst sista etappen av tävlingen. Hela Pantanis stall, Mercatone Uno-Bianchi, åkte hem inför den sista etappen, utan att slutföra tävlingen. Ivan Gotti vann tävlingen medan Paolo Savoldelli slutade tvåa.

## Lampre 2000–2001
Inför säsongen 2000 blev Simoni kontrakterad av Lampre-Daikin-stallet, för vilka den tvåfaldiga Giro d'Italia vinnaren Giuseppe Saronni var ansvarig. Under säsongen slutade Simoni trea på Giro d'Italia efter Stefano Garzelli och Francesco Casagrande. Han vann också etapp 14 av tävlingen. Han vann även etapp 16 av Vuelta a España uppför Alto de El Angliru. Simoni slutade under säsongen också tvåa i de italienska nationsmästerskapen i linjelopp efter klassikerspecialisten Michele Bartoli.
Simoni vann Giro d'Italia 2001 med sju minuters försprång till tvåan Abraham Olano. Simoni vann också etapp 20 med över två minuter till tvåan Paolo Savoldelli. Under året vann Simoni också etapp 20 på Vuelta a España och etapp 4 på Romandiet runt. I slutet av året åkte han över till Japan och vann där Japan Cup före Cadel Evans.

## Kokain
Efter sin seger i Giro d'Italia valde Simoni att gå över till stallet Saeco med målet att ta ytterligare en seger i det italienska etapploppet. Men inför tävlingen 2002 visade det sig att Simoni hade spår av kokain i blodet och han blev misstänkt för att ha försökt dopa sig. Han blev diskvalificerad från tävlingen trots att han nekade till alla anklagelser. Simoni försvarade sig mot anklagelserna genom att påstå att han hade blivit bjuden på godis som innehöll kokain under en resa i Sydamerika.

## 2003
Saeco-stallet och Simoni fortsatte sitt samarbete under säsongen 2003 och stallet kom till Giro d'Italia med det enda målet att Gilberto Simoni skulle vinna tävlingen. Hans största konkurrenter i de höga bergen var Stefano Garzelli, Jaroslav Popovytj och Marco Pantani. Simoni tog sin andra seger i tävlingens historia med över sju minuter till Garzelli och Popovytj, och över nio minuter till fyran Andrea Noè. Men innan han gick och vann Giro d'Italia hade han också lyckats vinna Giro del Trentino.
Simoni åkte sedan till Tour de France 2003 och försökte där utmana den flerfaldiga vinnaren av tävlingen, Lance Armstrong. Simoni misslyckades med att utmana om totalsegern men tog trots det en etappseger under det franska etapploppet.

## 2004–2005
Simoni återvände till Giro d'Italia 2004 med Saeco och ville återigen vinna tävlingen, något som han misslyckades med då stallkamraten Damiano Cunego tog vinsten framför Simoni. De båda italienarna grälade efter händelsen men de båda cyklisterna valde ändå att fortsätta tävla för samma stall, som på grund av att kaffemaskinstillverkare Saeco slutade sponsra stallet i stället blev Lampre-Caffita.
Simonis och Cunegos rivalitet skapade publicitet inför 2005 års Giro d'Italia där de båda cyklisterna sågs som favoriter. Under den första delen av tävlingen förlorade Cunego en hel del tid i de tidiga bergsetapperna, och han blev senare diagnotiserad med Epstein-Barr viruset, varför Simoni blev lagets ledare under resten av tävlingen. Simoni misslyckades dock med att ta segern ifrån ledaren Paolo Savoldelli. Under den sista etappen arbetade Gilberto Simoni och Danilo Di Luca ihop för att trötta ut Savoldelli för att på så sätt kunna ta segern ifrån honom. Men Simoni fick kramper och misslyckades även med att vinna etappen.
Inför säsongen 2006 kom nyheten att Sony-Ericsson skulle börja sponsra ett proffsstall som skulle styras av Giancarlo Ferretti och som skulle vara en fortsättning på Fassa Bortolo, som skulle lägga ned. Gilberto Simoni var en av de cyklister som kontrakterades av stallet men senare blev det klart att stallet var en bluff och alla cyklister som hade blivit kontrakterade för stallet Sony-Ericsson var tvungna att hitta en ny arbetsgivare.
Simoni slutade tvåa på den sista stora tävlingen på året Lombardiet runt och han blev kontrakterad av Saunier Duval-Prodir under de två nästkommande säsongerna.

## 2006–2007 Saunier Duval-Prodir
Italienaren Ivan Basso vann Giro d'Italia 2006, medan Simoni slutade på tredje plats i tävlingen. 
Damiano Cunego, Danilo Di Luca, Gilberto Simoni, Stefano Garzelli, Riccardo Riccò och Paolo Savoldelli hade alla som mål att vinna Giro d’Italia 2007. Simoni slutade fyra efter Danilo Di Luca, Andy Schleck och Eddy Mazzoleni. Under tävlingen vann han etapp 17 mellan Lienz-Monte Zoncolan. 

## 2008
Inför säsongen 2008 blev Gilberto Simoni kontrakterad av stallet Serramenti PVC Diquigiovanni-Androni Giocattoli. En av anledningarna var att stallets cyklister Denis och Alessandro Bertolini och Leonardo Moser bodde i närheten av Simoni och att de därmed fick bättre träningsmöjligheter. I maj 2008 slutade han tvåa på etapp 20 av Giro d'Italia efter landsmannen Emanuele Sella. Tidigare under säsongen slutade han trea på etapp 3 av Giro del Trentino efter Vincenzo Nibali och Franco Pellizotti.

## 2009
I februari 2009 slutade Simoni trea på etapp 4 av Vuelta a Andalucia bakom Davide Rebellin och Juan José Oroz. I mars vann han etapp 3 av Vuelta Mexico Telmex.

## Stall
- Jolly Componibili 1994
- Aki-Gipiemme 1995–1996
- MG-Technogym 1997
- Cantina Tollo 1998
- Ballan 1999
- Lampre 2000–2001
- Saeco 2002–2004
- Lampre-Caffita 2005
- Saunier Duval-Prodir 2006–2007
- Serramenti PVC Diquigiovanni-Androni Giocattoli 2008–2009
- Lampre-Farnese Vini 2010